# Монастырь Эттенхайммюнстер
Монастырь Эттенхайммюнстер (иногда Этенгейм-Мюнстер; нем. Kloster Ettenheimmünster) — бывший бенедиктинский монастырь, располагавшийся в одноимённом районе баден-вюртембергского города Эттенхайм.

## История и описание
Согласно местным легендам первая «монашеская келья» была основана на этом месте в VII веке, первое сохранившееся упоминание о монастыре относится к документам XII века. После серии войн XVII века, в начале XVIII века здания монастыря были перестроены в стиле барокко. В 1803 году, в ходе секуляризации, монастырь был распущен, а принадлежавшая ему земля и постройки были проданы. К началу XXI века сохранились лишь руины нескольких построек и соседняя  церковь Святого Ланделина (Ланделена), никогда не являвшаяся монастырской.